# Ignaux
Ignaux település Franciaországban, Ariège megyében. Lakosainak száma 126 fő (2022. január 1.). Ignaux Ax-les-Thermes, Caussou, Prades, Savignac-les-Ormeaux, Sorgeat és Vaychis községekkel határos.

## Népesség
A település népességének változása:
| Lakosok száma | 32   | 20   | 31   | 70   | 112  | 107  | 113  | 119  | 122  | 126  |
|               | 1968 | 1982 | 1990 | 2006 | 2013 | 2015 | 2017 | 2019 | 2020 | 2022 |